# کتابخانه حقوقی بادلین
کتابخانه حقوقی بادلین یک کتابخانه دانشگاهی در آکسفورد انگلستان و بخشی از دانشگاه آکسفورد و کتابخانه دانشگاه حقوق است.

## بررسی اجمالی
کتابخانه حقوقی بادلین یکی از بزرگ‌ترین کتابخانه‌های حق دسترسی آزاد در اروپا است. در سال ۱۹۶۴ افتتاح شد حاوی بیش از ۴۵۰٬۰۰۰ جلد کتاب در قفسه ۱۶۰۰۰ متر خطی که توسط معماران برجسته سر لسلی مارتین و کالین خیابان جان ویلسون ساخته شده است.
این کتابخانه حق دارد کپی از مطالب قانونی چاپ شده منتشر شده در انگلستان یا ایرلند را مطالبه کند؛ و به عنوان یک مرکز اسناد رسمی برای اتحادیه اروپا است و به طیف گسترده‌ای از خوانندگان دانشگاهی و خارجی خدمت می‌کند. پایگاه اصلی، دانشکده حقوق دانشگاه آکسفورد است که با بیش از ۱۱۰۰ دانشجوی کارشناسی و کارشناسی ارشد و ۸۰ کارمند دانشگاهی، بزرگ‌ترین دانشکده حقوق در انگلستان است. به دلیل وضعیت سپرده گذاری قانونی، توسط بنگاه‌های حقوقی، وکلا و محققان فردی از کشور و خارج از کشور مورد استفاده گسترده قرار می‌گیرد.

## امکانات
کتابخانه حقوقی بادلین به منظور نگه داشتن مجموعه حقوقی کتابخانه بادلین در قفسه‌های دسترسی باز طراحی شده است و دسترسی همیشگی دانشمندان را تضمین می‌کند. صندلی برای ۴۳۰ خواننده فراهم شده است، که بیش از یک سوم کرسی‌ها برای استفاده دانشجویی در مقطع کارشناسی ارشد اختصاص یافته است.
یک اتاق مطالعه دانشگاهی دارد. و امکان دسترسی به اترنت، چندین رایانه شخصی و دسترسی بی‌سیم را برای لپ تاپ‌ها در اختیار دانشجویان قرار می‌دهد. کتابخانه حقوقی بادلین در کل ۴۰ رایانه شخصی برای استفاده از خوانندگان دارد. رایانه‌های شخصی در اتاق IT در طبقه پایین قرار دارند، اما چند کامپیوتر برای جستجو در هر طبقه وجود دارد. دسترسی بی‌سیم برای رایانه‌های لپ تاپ در اکثر مناطق کتابخانه فراهم شده و با استفاده از رایانه‌های شخصی کتابخانه قابل دسترسی است.

## تحقیق قانونی
کارکنان کتابخانه یک برنامه آموزشی گسترده برای کلیه دانشجویان تحصیلات تکمیلی و کارشناسی ارشد ارائه می‌دهند. برنامه مهارت‌های تحقیقات حقوقی موضوع اجباری سال اول برای دانشجویان است. راهنماهای اطلاعات حقوقی به کشورهای خاص و موضوعات حقوقی به صورت اعلامیه در دسترس است.